# CK Vulpeculae
CK Vulpeculae (Nova 1670 Vulpeculae) ist eine im Jahre 1670 beobachtete astronomische Erscheinung im Sternbild Fuchs. Der erste Entdecker war der Mönch Voituret Anthelme, aber das Phänomen wurde auch unabhängig von Johannes Hevelius entdeckt. Zunächst wurde vermutet, dass es sich um eine klassische Nova handelt. Neuere Forschung erklärt die Erscheinung durch Kollision zweier Sterne, einem Braunen Zwerg und einem zehnmal so großen Weißen Zwerg. Im Nebel findet sich das Element Lithium, sowie organische Moleküle wie Formaldehyd, Methanol und Methanamid. Diese werden in einer Umgebung in der Kernfusion stattfindet zerstört und kamen wahrscheinlich durch den Braunen Zwerg in den Nebel.